# 薫習
熏習（くんじゅう、梵: vāsanā、abhyāsa、bhāvanā、 वासना）とは、身口に現れる善悪の行法もしくは意に現れる善悪の思想が、起こるに随ってその気分を真如あるいは阿頼耶識に留めること。俗にいう「移り香」、香りが衣に染み付いて残存するようなことを言う。
薫習が身口意に現れたのを「現行法」（げんぎょうほう）といい、真如あるいは阿頼耶識に気分が留まったものを「種子(しゅうじ)」あるいは「習気」（じっけ）という。このように現行法が真如あるいは阿頼耶識にその種子もしくは習気を留める作用を薫習という。
薫習の義とは、世間の衣服に実に香なし、もし人、香をもって熏習するに、すなわち香気あるが如し—馬鳴？、『大乗起信論』
熏とは撃発の意味。習とは数々の意味。数々の熏発によってこの種(子)があるから。—慈恩大師窺基撰、『唯識述記』一本

## 仏教

### 四薫習
「しくんじゅう」と読む。真妄たがいに薫習し、それによって染浄の二つの法が相続して断続することがないことを説明する。

#### 無明薫習
衆生は無始からの無明を持っている。真如に薫習し、その薫習によって妄心を生ずる。妄心とは業識である。

#### 妄心薫習
この妄心が還って無明に熏じて不了の念を増やすことになるから、さらに妄境界を現行することとなる。妄境界とは、転識および現識のことである。

#### 妄境界薫習
この妄境界は還って妄心を熏動して諸々の浪を起して、種々の業を造って身心の苦を受ける。分別事識がこれである。以上の三薫習の意味によって染法が相続する。

#### 浄法薫習
これに二つある。真如薫習と妄心薫習である。
真如薫習とは、衆生が真如の法を具備しているので、無明に冥熏することができる。冥熏の因縁によって、妄心に、生死の苦を厭い涅槃を楽求させる。これを真如薫習という。妄心薫習とは、この厭求の妄心が還って真如に薫習することによりその勢力を増し、種々の方便随順の行を起して無明を滅する。無明が滅するから心相みなことごとく涅槃を得て自然の浄業を成就する。この薫習によって浄法が不断となる。
ただし、染法は自性差別するので三種に分けて、浄法は体と用が一つであるから一種で説明している。

### 三種薫習
1. 名言薫習（みょうごんくんじゅう）：名は名字、言は言説。名字言説の識を分別する。つまり、第六意識が、第七識第八種子識に伝送薫習して、染分の相を成就するから。
2. 色識薫習：色は眼根に対する諸色である。この諸色によって眼根を引生するのを色識という。この場合、分別すなわち第六意識また第七識第八種子の識に伝送薫習して、染分の相が成就するから。
3. 煩悩薫習：貪瞋邪険などの煩悩。この煩悩は第六意識が起すものであり、また第七識が第八種子識に伝送薫習して染分の相を成就するから。

熏習が可能であるためには「所熏の四義」と「能熏の四義」と呼ばれる、それぞれ四つの条件がある。

#### 所熏の四義
所熏の四義として
1. 堅住性
2. 無記性
3. 可熏性
4. 能所和合性

があげられる。

#### 能熏の四義
能熏の四義については
1. 有生滅
2. 有勝用
3. 有増減
4. 能所和合転

があげられる。